# セント・ジョン教区 (バルバドス)
セント・ジョン教区（セント・ジョンきょうく、英語: Parish of Saint John）はバルバドスの行政教区。島の東部に位置し、北大西洋に面している。面積は34平方キロメートルで、セント・ピーター教区およびセント・トーマス教区と等しい。人口は8,963人（2010年国勢調査）。
1645年に設置された。かつてはヴェストリー制により地方政府として機能していたが、1958年に新設された地区へ統合されて以降は行政機能を持っていない。2009年選挙区評議会法によると1つの選挙区評議会が設置されている。
1745年に開校した中学校のロッジスクールがある。

## 主要都市
- バース（英語版）（Bath）
- ボウマンストン（英語版）（Bowmanston）
- フォー・ローズ（英語版）（Four Roads）
- ケンダル（英語版）（Kendal）